# Racemobambos schultzei
Racemobambos schultzei là một loài thực vật có hoa trong họ Hòa thảo. Loài này được (Pilg.) Holttum miêu tả khoa học đầu tiên năm 1967.